# 1-я танковая бригада (1-го формирования)
1-я отдельная танковая бригада — танковая бригада Красной армии ВС СССР, в годы Великой Отечественной войны.
Сокращённое наименование — 1 отбр.

## История формирования
Бригада была сформирована на основании приказа НКО СССР № 0063 от 12 августа 1941 года, и директивы заместителя НКО № 725373сс от 14 сентября 1941 года, как 1-я отдельная танковая бригада. Формирование бригады проходило в Московском автобронетанковом центре на станции Костерёво Московской области с 1 по 14 сентября 1941 года, по штатам отдельной танковой бригады № 010/75 — 010/83 от 23 августа 1941 года. Бригада была укомплектована в основном за счёт личного состава 64-го танкового полка 32-й танковой дивизии 4-го механизированного корпуса Юго-Западного фронта. Постановлением ГКО № 671сс от 13 сентября 1941 года предписывалось завершить формирование бригады к 14 сентября 1941 года в следующем составе: КВ-1 — 7 шт; Т-34 — 22 шт; Т-60 или БТ, или Т-26 — 32 шт; бронеавтомобилей — 15 шт.

В декабре 1941 года бригада переформирована по штатам № 010/303 — 010/310.
Приказом НКО СССР № 38 от 16 февраля 1942 года 1-й отдельной танковой бригаде за мужество и героизм личного состава присвоены почётное звание «Гвардейская» и новый войсковой номер — 6. Бригада стала именоваться: 6-я гвардейская танковая бригада.

## Участие в боевых действиях
Период вхождения в действующую армию: 18 сентября 1941 года — 16 февраля 1942 года.

15 сентября 1941 года бригада убыла на Юго-Западный фронт имея в своём составе 7 КВ-1, 22 Т-34 и 32 Т-40.
18 сентября 1941 года бригада закончила выгрузку на железнодорожной станции города Ахтырка и поступив в оперативное подчинение 2-й конно-механизированной группы (2 КМГ) генерал-майора П. А. Белова сосредоточилась в районе Липовка, Резников. Совместно с 2-й КМГ вела бои за Штеповку.

## Состав
На момент формирования:
- Управление бригады (штат № 010/75)
- Рота управления (штат № 010/76)
- Разведывательная рота (штат № 010/77)
- Моторизованный стрелково-пулемётный батальон (штат № 010/79)
- Зенитный дивизион (штат № 010/80)
- Ремонтно-восстановительная рота (штат № 010/81)
- Автотранспортная рота (штат № 010/82)
- Медико-санитарный взвод (штат № 010/83)
- 1-й танковый полк (штат № 010/87)

С декабря 1941 года:
- Управление бригады (штат № 010/303)
- Рота управления (штат № 010/304)
- Разведывательная рота (штат № 010/305)
- 1-й отдельный танковый батальон (штат № 010/306)
- 2-й отдельный танковый батальон (штат № 010/306)
- Мотострелково-пулемётный батальон (штат № 010/307)
- Ремонтно-восстановительная рота (штат № 010/308)
- Автотранспортная рота (штат № 010/309)
- Медико-санитарный взвод (штат № 010/310)

## В составе
| Подчинение     | Подчинение               | Подчинение            | Подчинение | Подчинение            |
| Дата           | Фронт (округ)            | Армия                 | Корпус     | Примечания            |
| -------------- | ------------------------ | --------------------- | ---------- | --------------------- |
| 1.09.1941 года | Московский военный округ | -                     | -          | -                     |
| 1.10.1941 года | Юго-Западный фронт       | 21-я армия            | -          | -                     |
| 1.11.1941 года | Юго-Западный фронт       | 21-я армия            | -          | -                     |
| 1.12.1941 года | Юго-Западный фронт       | 21-я армия            | -          | -                     |
| 1.01.1942 года | Юго-Западный фронт       | 40-я армия            | -          | Фронтового подчинения |
| 1.02.1942 года | Юго-Западный фронт       | Фронтового подчинения | -          | -                     |

## Командование бригады

### Командиры бригады
- Хасин, Абрам Матвеевич (01.09.1941 — 16.02.1942), полковник[11][12]

### Заместители командира по строевой части
- Агафонов Василий Сергеевич[13] (09.1941 — 01.1942), майор;
- Карпов Валентин Петрович[14] (01.1942 — 16.02.1942), майор

### Военные комиссары бригады
- Чепига Дмитрий Георгиевич (01.09.1941 — 16.02.1942), старший батальонный комиссар[15]

### Начальники штаба бригады
- Даев Кузьма Ефимович (17.09.1941 — 14.12.1941), полковник;
- Кричман Михаил Наумович[16] (14.12.1941 — 16.02.1942), майор[17]

### Начальники политотдела
- Котенко Михаил Григорьевич (01.09.1941 — 24.12.1941), батальонный комиссар
- Корякин Анатолий Фёдорович (24.12.1941 — 16.02.1942), батальонный комиссар[15]

## Отличившиеся воины
| Награда | Ф. И.О                       | Должность                                                                    | Звание                | Дата награждения | Примечания                                                               |
| ------- | ---------------------------- | ---------------------------------------------------------------------------- | --------------------- | ---------------- | ------------------------------------------------------------------------ |
|         | Горелик, Соломон Аронович    | помощник командира роты по технической части 1-го танкового полка            | Воентехник 2-го ранга | 27.12.1941       | сгорел в танке 23 октября 1941 года, похоронен в Белгороде               |
|         | Криворотов, Михаил Павлович  | старший механик-водитель танка 1-го танкового батальона 1-го танкового полка | Красноармеец          | 20.11.1941       | скончался 18 февраля 1943 года от тяжёлой болезни, похоронен в Астрахани |
|         | Руденко, Иван Ильич          | командир мотострелково-пулемётного батальона                                 | Капитан               | 27.03.1942       | погиб в бою 30 декабря 1941 года, похоронен в городе Старый Оскол        |
|         | Самохвалов, Фёдор Николаевич | комиссар роты средних танков 1-го танкового полка                            | Политрук              | 27.12.1941       | сгорел в танке 22 октября 1941 года, похоронен в Белгороде               |
|         | Шашло, Тимофей Максимович    | командир танка 1-го танкового батальона 1-го танкового полка                 | Старший сержант       | 20.11.1941       |                                                                          |